# László Richárd
László Richárd, születési és 1900-ig használt nevén Jesovitz Richárd (Budapest, 1876. június 2. – Budapest, 1955. december 1.) magyar építész és építőmester.

## Élete
László (Jesovitz) Mór ügynök és Drucker Anna (1841–1922) fiaként született zsidó családban. 1892 és 1896 között a Budapesti Állami Ipariskolában tanult. 1904-ben szerzett hivatalos építőmesteri végzettséget. Több munkáját fivérével, László Tivadarral közösen tervezte, ilyenkor általában László testvérek néven hivatkoznak rájuk, közös vállalatukat 1908-ban alapították. Legismertebb művük a 600 fős Kápolnás utcai zsinagóga Debrecenben, amely 1909–1910 között épült.
Számos épület tervezése mellett több esetben csak építőmesterként (kivitelezőként) vett részt a munkálatokban.
1906-tól a Budapesti Építő-, Kőműves-, Kőfaragó- és Ácsmesterek Ipartestületének tagja.
Felesége Morgenstern Zsófia (1882–1957) volt, Morgenstern Salamon és Spitzer Borbála lánya, akivel 1924. június 13-án Budapesten kötött házasságot.
A Kozma utcai izraelita temetőben nyugszik.

## Ismert épületei
- 1908: emeletes toldalék Berger Mór házához, Budapest, Márton u. / Vendel u. 8689. hrsz.[10][11]
- 1909–1910: Kápolnás utcai zsinagóga, Debrecen, Kápolnás u. (László testvérek)[12]
- 1911: Grundmann Rezső háza, Budapest, Budapest, Kisfaludy u. 24.[13][14]
- 1918: toldaléképület, Budapest, József u. 73.[15]
- 1922: Montanit építő Rt. villája, Budapest, Albert u., 13767. hrsz.[16]
- 1936: Wechsler Róza házának átalakítása, Budapest, Törökőr utca 50.[17]
- 1940: Horn Sámuelné háza, Budapest, Erzsébet királyné út 10/f.[18]
- 1946: Gárdos Ferencné háza, Budapest, Cserei u. 6.[19]

### Tervben maradt épületek
- 1902: Szarvas-vendéglő, Hódmezővásárhely (Ferencsik Aladárral közös munka)[20]
- 1905: Takarékpénztár, Hódmezővásárhely (Kaiser Hugóval közös munka)[21]
- 1909: Városháza, Sátoraljaújhely (Führer Miklóssal közös munka)[22]
- 1909: Református püspöki palota, Debrecen (László testvérek)[23]
- 1910: 80-90 lakás építési terve, Budapest, Kőbányai út (László testvérek Fehér Miklóssal)[24]

### Csak kivitelező
- 1908–1909: Görög katholikus bérháza, Nyíregyháza, Bethlen Gábor u. 5. (Wannenmacher Fábiánnal közösen,[25] tervező: Führer Miklós)[26]
- 1909–1912: Százados úti művésztelep épületei, Budapest, Százados u. 3-13. (Führer Miklóssal közösen,[27] a telepet tervezte: Wossala Sándor)[28][29] (épült Bárczy István kislakás- és iskolaépítési programja keretében)
- 1910: Mária Terézia székesfővárosi elemi iskola (ma: Budapesti Fazekas Mihály Gyakorló Általános Iskola és Gimnázium), Budapest, Horváth Mihály tér 8. (Führer Miklóssal közösen, tervező: Almási Balogh Loránd)[30]
- 1910: kislakásos bérház, Budapest Simor (ma: Vajda Péter) u. (Führer Miklóssal közösen, tervező: ?)[31]
- 1911: iskola, Budapest, Lomb u. (Führer Miklóssal közösen, tervező: ?)[32]
- 1911: bérház, Budapest, Margit körút (Führer Miklóssal közösen, tervező: ?)[32]
- 1930–1931: a magyar zsidó tanítóság Üdülőháza, Balatonfüred (tervező: Faragó Ferenc)[33]
- 1932: Wechsler Róza háza, Budapest, Törökőr utca 50. (tervező: Faragó és Deli)[34]